# Heidi Reichinnek
Heidi Reichinnek (ur. 19 kwietnia 1988 w Merseburgu) – niemiecka polityk, działaczka Die Linke, deputowana do Bundestagu (od 2021).

## Życiorys
W latach 2007–2011 studiowała studia bliskowschodnie i nauki polityczne, uzyskując tytuł licencjata. Następnie w latach 2011–2013 kontynuowała naukę na kierunku polityka i gospodarka Bliskiego i Środkowego Wschodu, zdobywając tytuł magistra.
W latach 2013–2015 pracowała jako asystentka naukowa w Centrum Studiów Bliskowschodnich i Środkowowschodnich w Marburgu. W latach 2016–2017 była specjalistką ds. języka i kultury w ośrodku dla nieletnich cudzoziemców bez opieki. Od 2017 do 2019 roku pełniła funkcję koordynatorki projektu dotyczącego demokratyzacji i zapobiegania radykalizacji. W latach 2019–2020 pracowała przy projekcie związanym z działalnością społeczną, a od 2021 roku jest pracownikiem pedagogicznym w sektorze pomocy młodzieży (obecnie na urlopie).
W latach 2016–2021 była radną Osnabrück jako członkini frakcji Lewicy. W latach 2017–2019 pełniła funkcję rzeczniczki krajowej młodzieżówki Lewicy w Dolnej Saksonii, a w latach 2019–2023 była przewodniczącą krajowych struktur partii w tym landzie.
W wyborach w 2021 roku uzyskała po raz pierwszy mandat posłanki do Bundestagu. Po rozwiązaniu frakcji Die Linke 6 grudnia 2023 roku była posłanką niezrzeszoną. 2 lutego 2024 roku dołączyła do nowej grupy parlamentarnej Lewicy, obejmując funkcję współprzewodniczącej. W przedterminowych wyborach w 2025 roku ponownie uzyskała mandat posłanki do Bundestagu.